# 天溷 (星官)
天溷，是中国古代星官之一，属于二十八宿西方七宿的奎宿，在外屏之南，含4星，与外屏并称“溷屏”，位于现代星座划分的鲸鱼座。
清代编成的《仪象考成》星表，天溷增加了6星。

## 所含恒星及对应西方名称[4]
| 天溷一   | 21 Cet |
| 天溷二   | φ3 Cet |
| 天溷三   | 18 Cet |
| 天溷四   | φ1 Cet |
|          |        |
| 天溷增一 | 12 Cet |
| 天溷增二 | 13 Cet |
| 天溷增三 | 20 Cet |
| 天溷增四 | 25 Cet |
| 天溷增五 | φ4 Cet |
| 天溷增六 | φ2 Cet |